# Strmac Pribićki
Strmac Pribićki – wieś w Chorwacji, w żupanii zagrzebskiej, w gminie Krašić. W 2011 roku liczyła 111 mieszkańców.